# Llista d'ocells del Sàhara Occidental
Aquesta llista d'ocells del Sàhara Occidental inclou totes les espècies d'ocells trobats al Sàhara Occidental: 207, de les quals 4 estan globalment amenaçades d'extinció.
Els ocells s'ordenen per ordre i família.

## Struthioniformes

### Struthionidae
- Struthio camelus

## Podicipediformes

### Podicipedidae
- Tachybaptus ruficollis

## Procellariiformes

### Procellariidae
- Calonectris diomedea
- Puffinus puffinus
- Puffinus mauretanicus
- Puffinus assimilis

### Hydrobatidae
- Oceanites oceanicus
- Hydrobates pelagicus
- Oceanodroma leucorhoa

## Pelecaniformes

### Pelecanidae
- Pelecanus onocrotalus
- Pelecanus crispus

### Sulidae
- Morus bassanus

### Phalacrocoracidae
- Phalacrocorax carbo
- Phalacrocorax aristotelis
- Phalacrocorax africanus

## Ciconiiformes

### Ardeidae
- Ardea cinerea
- Ardea purpurea
- Egretta garzetta
- Egretta gularis
- Ardeola ralloides
- Bubulcus ibis
- Nycticorax nycticorax

### Ciconiidae
- Mycteria ibis
- Ciconia nigra
- Ciconia ciconia

### Threskiornithidae
- Geronticus eremita
- Plegadis falcinellus
- Platalea leucorodia

## Phoenicopteriformes

### Phoenicopteridae
- Phoenicopterus roseus

## Anseriformes

### Anatidae
- Tadorna ferruginea
- Anas penelope
- Anas strepera
- Anas crecca
- Anas acuta
- Anas querquedula
- Anas clypeata
- Netta rufina
- Aythya ferina
- Aythya nyroca
- Aythya fuligula
- Melanitta nigra

## Falconiformes

### Pandionidae
- Pandion haliaetus

### Accipitridae
- Pernis apivorus
- Milvus migrans
- Necrosyrtes monachus
- Neophron percnopterus
- Gyps fulvus
- Torgos tracheliotus
- Circaetus gallicus
- Circus aeruginosus
- Circus macrourus
- Circus pygargus
- Accipiter nisus
- Buteo buteo
- Buteo rufinus
- Aquila chrysaetos
- Aquila pennata

### Falconidae
- Falco naumanni
- Falco tinnunculus
- Falco biarmicus
- Falco pelegrinoides
- Falco peregrinus

## Galliformes

### Phasianidae
- Alectoris barbara

## Gruiformes

### Rallidae
- Fulica atra

### Otididae
- Chlamydotis undulata

## Charadriiformes

### Haematopodidae
- Haematopus ostralegus

### Recurvirostridae
- Himantopus himantopus
- Recurvirostra avosetta

### Burhinidae
- Burhinus oedicnemus

### Glareolidae
- Cursorius cursor
- Glareola pratincola

### Charadriidae
- Pluvialis apricaria
- Pluvialis squatarola
- Charadrius hiaticula
- Charadrius dubius
- Charadrius alexandrinus

### Scolopacidae
- Limnodromus scolopaceus
- Limosa limosa
- Limosa lapponica
- Numenius phaeopus
- Numenius arquata
- Actitis hypoleucos
- Tringa ochropus
- Tringa erythropus
- Tringa nebularia
- Tringa glareola
- Tringa totanus
- Arenaria interpres
- Calidris canutus
- Calidris alba
- Calidris minuta
- Calidris temminckii
- Calidris ferruginea
- Calidris alpina
- Philomachus pugnax

### Laridae
- Larus audouinii
- Larus fuscus
- Larus cachinnans
- Larus cirrocephalus
- Larus ridibundus
- Larus genei
- Xema sabini
- Rissa tridactyla

### Sternidae
- Onychoprion anaethetus
- Sternula albifrons
- Gelochelidon nilotica
- Hydroprogne caspia
- Chlidonias niger
- Chlidonias hybrida
- Sterna dougallii
- Sterna paradisaea
- Sterna hirundo
- Thalasseus maximus
- Thalasseus sandvicensis
- Thalasseus bengalensis

### Stercorariidae
- Stercorarius skua
- Stercorarius pomarinus
- Stercorarius parasiticus

### Alcidae
- Uria aalge
- Alca torda

## Pterocliformes

### Pteroclidae
- Pterocles senegallus
- Pterocles lichtensteinii
- Pterocles coronatus

## Columbiformes

### Columbidae
- Columba livia
- Columba palumbus
- Streptopelia turtur
- Oena capensis

## Cuculiformes

### Cuculidae
- Cuculus canorus

## Strigiformes

### Tytonidae
- Tyto alba

### Strigidae
- Otus scops
- Bubo ascalaphus
- Athene noctua

## Caprimulgiformes

### Caprimulgidae
- Caprimulgus ruficollis
- Caprimulgus europaeus
- Caprimulgus eximius

## Apodiformes

### Apodidae
- Apus apus
- Apus pallidus

## Coraciiformes

### Meropidae
- Merops apiaster

### Coraciidae
- Coracias garrulus

### Upupidae
- Upupa epops

## Piciformes

### Picidae
- Jynx torquilla

## Passeriformes

### Alaudidae
- Alaemon alaudipes
- Eremopterix nigriceps
- Ammomanes cinctura
- Ammomanes deserti
- Ramphocoris clotbey
- Calandrella brachydactyla
- Calandrella rufescens
- Eremophila bilopha
- Galerida cristata
- Galerida theklae

### Hirundinidae
- Riparia riparia
- Hirundo rustica
- Ptyonoprogne rupestris
- Ptyonoprogne fuligula
- Delichon urbicum
- Cecropis daurica

### Motacillidae
- Anthus campestris
- Anthus pratensis
- Anthus cervinus
- Anthus trivialis
- Motacilla alba
- Motacilla flava

### Turdidae
- Monticola saxatilis
- Turdus merula

### Cisticolidae
- Scotocerca inquieta

### Sylviidae
- Locustella naevia
- Acrocephalus paludicola
- Acrocephalus schoenobaenus
- Acrocephalus scirpaceus
- Acrocephalus arundinaceus
- Hippolais pallida
- Hippolais polyglotta
- Phylloscopus trochilus
- Phylloscopus collybita
- Phylloscopus bonelli
- Sylvia borin
- Sylvia hortensis
- Sylvia communis
- Sylvia deserti
- Sylvia conspicillata
- Sylvia cantillans
- Sylvia melanocephala

### Muscicapidae
- Muscicapa striata
- Ficedula hypoleuca
- Luscinia megarhynchos
- Luscinia svecica
- Cercotrichas galactotes
- Phoenicurus phoenicurus
- Saxicola rubetra
- Saxicola rubicola
- Oenanthe leucopyga
- Oenanthe leucura
- Oenanthe oenanthe
- Oenanthe moesta
- Oenanthe hispanica
- Oenanthe xanthoprymna
- Oenanthe deserti

### Timaliidae
- Turdoides fulva

### Oriolidae
- Oriolus oriolus

### Laniidae
- Lanius senator

### Corvidae
- Pica pica
- Corvus ruficollis

### Passeridae
- Passer hispaniolensis

### Fringillidae
- Bucanetes githagineus

### Emberizidae
- Emberiza hortulana
- Emberiza striolata[1]